# Großer Preis von Großbritannien 1962

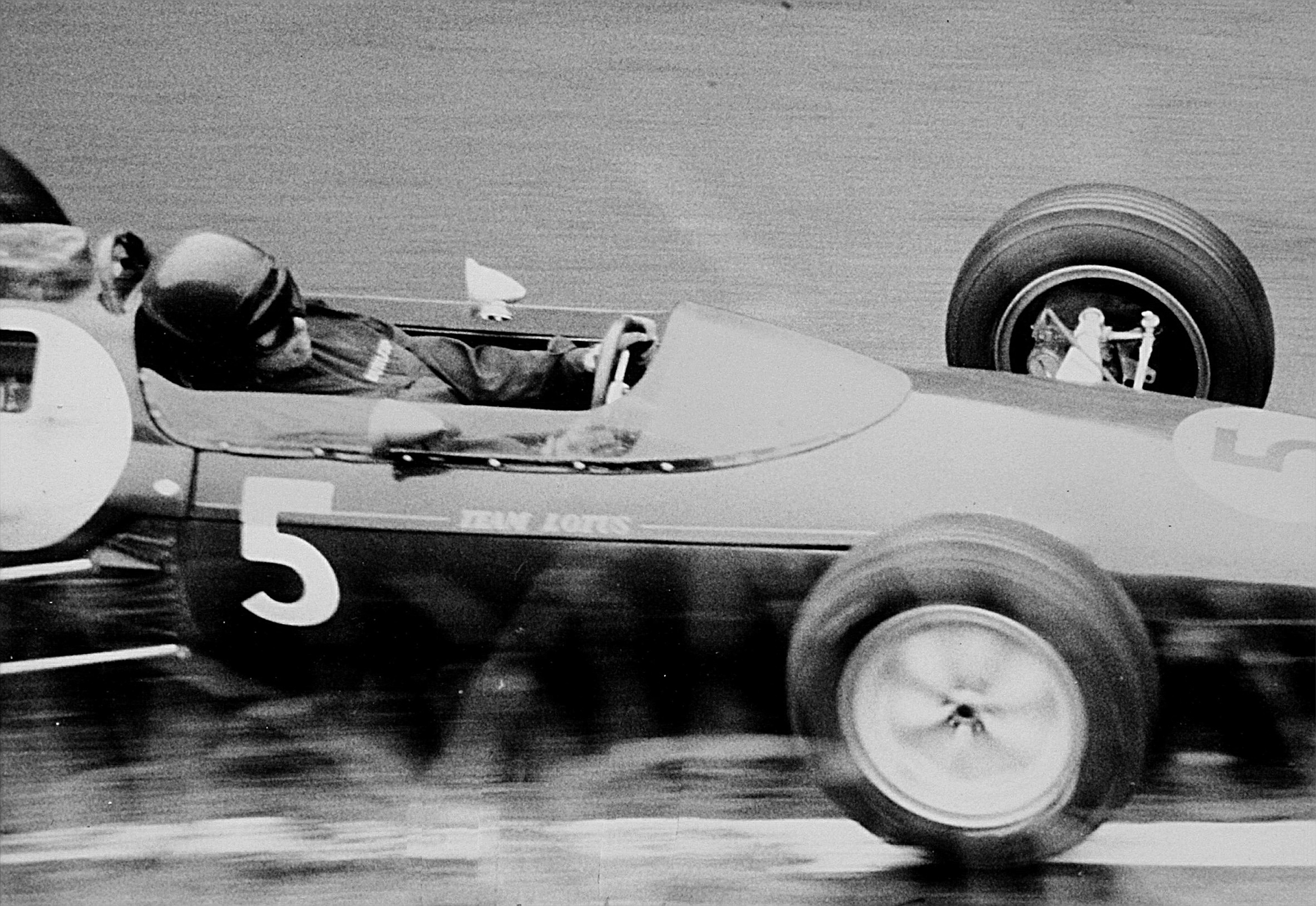
Jim Clark im Lotus

Der Große Preis von Großbritannien 1962 (offiziell XV RAC British Grand Prix) fand am 21. Juli auf dem Aintree Circuit in Aintree statt und war das fünfte Rennen der Automobil-Weltmeisterschaft 1962.

## Berichte

### Hintergrund
Seit dem Großen Preis von Großbritannien 1954 wechselte der Austragungsort dieses Rennens jährlich zwischen dem Aintree Circuit und dem Silverstone Circuit. Dieser regelmäßige Rennstreckenwechsel endete 1962, zum zweiten Mal in Folge wurde der Grand Prix auf dem Aintree Circuit veranstaltet. Es war gleichzeitig das letzte Rennen auf dieser Rennstrecke, da sie anschließend verkauft wurde. Danach fand der Große Preis von Großbritannien abwechselnd auf dem Silverstone Circuit und in Brands Hatch statt.
Wegen eines Streiks der Metallverarbeitungsindustrie in Italien hatte Ferrari den Großen Preis von Frankreich auslassen müssen. Der Streik war zwar beendet worden, aber Ferrari schaffte es nur einen Wagen für den Großen Preis von Großbritannien vorzubereiten. Als Fahrer für diesen Ferrari 156 wurde Phil Hill eingesetzt. Das Fahrzeug war jedoch während des ganzen Rennwochenendes nicht konkurrenzfähig.
Zum letzten Mal fuhr Jack Brabham einen privaten Lotus 24. Ab dem Großen Preis von Deutschland setzte er seinen eigenen Wagen, den Brabham BT3, ein. Das Bowmaker Racing Team meldete für John Surtees zusätzlich einen Lola Mk4A. Surtees fuhr im Training und im Rennen jedoch den bisherigen Wagen, den Lola Mk4. Ian Burgess fuhr sein erstes Saisonrennen für das debütierende Team Anglo-American Equipe auf einem Cooper T53 Special. Tony Settember bestritt sein Debütrennen für Emeryson Cars auf einem Emeryson 1004. Wolfgang Seidel qualifizierte sich das letzte Mal in seiner Karriere für einen Grand Prix, Jay Chamberlain und Tony Shelly das einzige Mal. Bei allen drei Fahrern scheiterten weitere Versuche sich für nachfolgende Rennen zu qualifizieren. Shelly fuhr für John Dalton, ebenso wie Keith Greene. Da John Dalton aber nur einen Wagen zur Verfügung hatte, erhielt Shelly den Lotus 18 fürs Rennen, Greene durfte im Training fahren. Maurice Trintignant pausierte ein Rennen, weil sein Wagen nach dem Unfall in Frankreich immer noch beschädigt war. Siffert trat nicht an, nachdem er das Startgeld für den Grand Prix nicht aufbringen konnte.
Mit Brabham nahm ein ehemaliger Sieger am Rennen teil, bei den Konstrukteuren waren zuvor Ferrari siebenmal und Cooper zweimal erfolgreich. In der Fahrerwertung führte Graham Hill vor Phil Hill und Bruce McLaren, in der Konstrukteurswertung lag B.R.M. vor Cooper und Lotus. Eine Woche vor dem Rennen fand ein nicht zur Automobilweltmeisterschaft zählender Grand Prix statt, der Große Preis der Solitude, den Dan Gurney auf Porsche gewann.

### Training
Zum zweiten Mal in Folge und zum dritten Mal in der Saison erzielte Jim Clark auf Lotus die Pole-Position. Er war dabei eine halbe Sekunde schneller als der Zweitplatzierte Surtees auf Lola. Dritter wurde Innes Ireland, der für das UDT Laystall Racing Team fuhr. Auf Startplatz vier platzierte sich McLaren vor Graham Hill und Gurney. Somit waren auf den ersten sechs Positionen der Startaufstellung sechs verschiedene Teams vertreten. Jo Bonnier qualifizierte sich hinter seinem Teamkollegen auf Rang sieben, Richie Ginther auf B.R.M. wurde Achter vor Brabham und Trevor Taylor. Phil Hill, mit dem einzigen Ferrari im Feld, wurde Zwölfter und war mehr als zwei Sekunden langsamer als Clark.

### Rennen
Beim Start hatte Ireland Probleme mit dem Getriebe und verlor viele Plätze, sodass Clark in Führung ging; Surtees war Zweiter. Dahinter verbesserte sich Gurney auf Rang drei, McLaren blieb Vierter. Auch Brabham gewann am Start mehrere Positionen, überholte Graham Hill und lag damit auf Rang fünf. Graham Hill überholte Brabham einige Runden später, um die Position zurückzugewinnen. An der Spitze gab es für den Rest des Rennens keine Zweikämpfe um Positionsveränderungen mehr. Clark baute seinen Vorsprung auf Surtees auf mehr als eine Minute aus und hielt ihn konstant aufrecht. Gurney fiel durch einen Defekt mehrere Plätze zurück, McLaren war deshalb neuer Dritter vor Graham Hill und Brabham.
In der sechsten Rennrunde schied Shelly mit einem Motorschaden aus. Bei Seidel versagten die Bremsen in Runde 11 und Bonnier stellte seinen Wagen in Runde 27 mit defektem Differential ab. Erneut schied Roy Salvadori auf Lola aus, er blieb weiterhin ohne Zielankunft in dieser Saison. Phil Hill, dessen Wagen nicht schnell genug war, um Punkte für Ferrari zu erzielen, erlitt in Runde 47 einen Motorschaden und beendete das Rennen ebenfalls vorzeitig.
In einem weitestgehend ereignislosen Rennen dominierte Clark und gewann den Grand Prix mit 49 Sekunden Vorsprung vor Surtees. Neben der Pole-Position und dem Sieg fuhr Clark die schnellste Rennrunde und führte das gesamte Rennen an. Damit erzielte er seinen ersten Grand Slam. Nachdem es vorher vier verschiedene Sieger in vier Rennen gab, war er auch der erste Fahrer, der 1962 zwei Grands Prix gewann. Dies war für ihn der Auftakt einer Serie von vier Siegen in Folge beim Großen Preis von Großbritannien. Surtees erreichte zum zweiten Mal in seiner Karriere einen Podestplatz, nachdem er schon beim Großen Preis von Großbritannien 1960 auf Lotus Zweiter geworden war. Für den Konstrukteur Lola war es der erste Podestplatz. McLaren wurde Dritter, Graham Hill Vierter. Mit einer Runde Rückstand kam Brabham auf Rang fünf ins Ziel und Tony Maggs wurde Sechster. Die weiteren Plätze innerhalb der Wertung belegten Gregory, Taylor, Gurney und Jackie Lewis.
In der Fahrerwertung behielt Graham Hill mit einem Punkt Vorsprung die Führung vor Clark, der sich um zwei Positionen verbesserte. McLaren blieb auf dem dritten Rang und hatte drei Punkte Rückstand auf Graham Hill. Insgesamt lagen die ersten fünf Fahrer aber noch sehr eng zusammen und jeder Fahrer hatte noch die theoretische Chance auf den Titelgewinn. Auch in der Konstrukteurswertung waren die Abstände zwischen den Konstrukteuren gering, Lotus übernahm die Führung und hatte einen Punkt Vorsprung auf B.R.M. Dritter war Cooper mit drei Punkten Rückstand.

## Meldeliste
| Team                           | Nr. | Fahrer                  | Chassis            | Motor          | Reifen |
| ------------------------------ | --- | ----------------------- | ------------------ | -------------- | ------ |
| Scuderia Ferrari SpA SEFAC     | 02  | Phil Hill               | Ferrari 156        | Ferrari 1.5 V6 | D      |
| Porsche System Engineering     | 08  | Dan Gurney              | Porsche 804        | Porsche 1.5 B8 | D      |
| Porsche System Engineering     | 10  | Jo Bonnier              | Porsche 804        | Porsche 1.5 B8 | D      |
| Owen Racing Organisation       | 12  | Graham Hill             | BRM P57            | BRM 1.5 V8     | D      |
| Owen Racing Organisation       | 14  | Richie Ginther          | BRM P57            | BRM 1.5 V8     | D      |
| Bowmaker Racing Team           | 16  | Roy Salvadori           | Lola Mk4           | Climax 1.5 V8  | D      |
| Bowmaker Racing Team           | 24  | John Surtees            | Lola Mk4           | Climax 1.5 V8  | D      |
| Bowmaker Racing Team           | 24  | John Surtees            | Lola Mk4A          | Climax 1.5 V8  | D      |
| Cooper Car Company             | 18  | Tony Maggs              | Cooper T60         | Climax 1.5 V8  | D      |
| Cooper Car Company             | 26  | Bruce McLaren           | Cooper T60         | Climax 1.5 V8  | D      |
| Team Lotus                     | 20  | Jim Clark               | Lotus 25           | Climax 1.5 V8  | D      |
| Team Lotus                     | 20  | Jim Clark               | Lotus 24           | Climax 1.5 V8  | D      |
| Team Lotus                     | 22  | Trevor Taylor           | Lotus 24           | Climax 1.5 V8  | D      |
| Brabham Racing Organisation    | 30  | Jack Brabham            | Lotus 24           | Climax 1.5 V8  | D      |
| Rob Walker Racing Team         | 28  | Maurice Trintignant     | Lotus 24           | Climax 1.5 V8  | D      |
| UDT Laystall Racing Team       | 32  | Innes Ireland           | Lotus 24           | Climax 1.5 V8  | D      |
| UDT Laystall Racing Team       | 34  | Masten Gregory          | Lotus 24           | Climax 1.5 V8  | D      |
| Anglo-American Equipe          | 36  | Ian Burgess             | Cooper T53 Special | Climax 1.5 L4  | D      |
| Emeryson Cars                  | 40  | Tony Settember          | Emeryson 1004      | Climax 1.5 L4  | D      |
| Ecurie Galloise                | 42  | Jackie Lewis            | Cooper T53         | Climax 1.5 L4  | D      |
| Autosport Team Wolfgang Seidel | 44  | Wolfgang Seidel         | Lotus 24           | BRM 1.5 V8     | D      |
| Ecurie Excelsior               | 46  | Jay Chamberlain         | Lotus 18           | Climax 1.5 L4  | D      |
| John Dalton                    | 48  | Keith Greene            | Lotus 18/21        | Climax 1.5 L4  | D      |
| John Dalton                    | 48  | Tony Shelly             | Lotus 18/21        | Climax 1.5 L4  | D      |
| Ecurie Maarsbergen             | 54  | Carel Godin de Beaufort | Porsche 718        | Porsche 1.5 B4 | D      |

Anmerkungen
1. 1 2  John Surtees fuhr den Lola Mk4 mit der Nummer 24 in den Trainingssitzungen und im Rennen.
2. 1 2  Jim Clark fuhr den Lotus 25 mit der Nummer 12 in den Trainingssitzungen und im Rennen.
3. 1 2  Keith Greene fuhr den Lotus 18/21 mit der Nummer 48 in den Trainingssitzungen, Tony Shelly in den Trainingssitzungen und im Rennen.

## Klassifikationen

### Startaufstellung
| Pos. | Fahrer                  | Konstrukteur    | Zeit   | Ø-Geschwindigkeit | Start |
| ---- | ----------------------- | --------------- | ------ | ----------------- | ----- |
| 01   | Jim Clark               | Lotus-Climax    | 1:53,6 | 153,00 km/h       | 01    |
| 02   | John Surtees            | Lola-Climax     | 1:54,2 | 152,20 km/h       | 02    |
| 03   | Innes Ireland           | Lotus-Climax    | 1:54,4 | 151,93 km/h       | 03    |
| 04   | Bruce McLaren           | Cooper-Climax   | 1:54,6 | 151,66 km/h       | 04    |
| 05   | Graham Hill             | B.R.M.          | 1:54,6 | 151,66 km/h       | 05    |
| 06   | Dan Gurney              | Porsche         | 1:54,8 | 151,40 km/h       | 06    |
| 07   | Jo Bonnier              | Porsche         | 1:55,2 | 150,88 km/h       | 07    |
| 08   | Richie Ginther          | B.R.M.          | 1:55,2 | 150,88 km/h       | 08    |
| 09   | Jack Brabham            | Lotus-Climax    | 1:55,4 | 150,61 km/h       | 09    |
| 10   | Trevor Taylor           | Lotus-Climax    | 1:56,0 | 149,83 km/h       | 10    |
| 11   | Roy Salvadori           | Lola-Climax     | 1:56,2 | 149,58 km/h       | 11    |
| 12   | Phil Hill               | Ferrari         | 1:56,2 | 149,58 km/h       | 12    |
| 13   | Tony Maggs              | Cooper-Climax   | 1:57,0 | 148,55 km/h       | 13    |
| 14   | Masten Gregory          | Lotus-Climax    | 1:57,2 | 148,30 km/h       | 14    |
| 15   | Jackie Lewis            | Cooper-Climax   | 1:59,4 | 145,57 km/h       | 15    |
| 16   | Ian Burgess             | Cooper-Climax   | 2:00,6 | 144,12 km/h       | 16    |
| 17   | Carel Godin de Beaufort | Porsche         | 2:01,4 | 143,17 km/h       | 17    |
| 18   | Tony Shelly             | Lotus-Climax    | 2:02,4 | 142,00 km/h       | 18    |
| 19   | Tony Settember          | Emeryson-Climax | 2:02,4 | 142,00 km/h       | 19    |
| 20   | Jay Chamberlain         | Lotus-Climax    | 2:03,4 | 140,85 km/h       | 20    |
| 21   | Wolfgang Seidel         | Lotus-B.R.M.    | 2:11,6 | 132,07 km/h       | 21    |

### Rennen
| Pos. | Fahrer                  | Konstrukteur    | Runden | Stopps | Zeit        | Start | Schnellste Runde |
| ---- | ----------------------- | --------------- | ------ | ------ | ----------- | ----- | ---------------- |
| 01   | Jim Clark               | Lotus-Climax    | 75     |        | 2:26:20,8   | 01    | 1:55,0           |
| 02   | John Surtees            | Lola-Climax     | 75     |        | + 49,2      | 02    | 1:55,8           |
| 03   | Bruce McLaren           | Cooper-Climax   | 75     |        | + 1:44,8    | 04    | 1:56,2           |
| 04   | Graham Hill             | B.R.M.          | 75     |        | + 1:56,8    | 05    | 1:56,4           |
| 05   | Jack Brabham            | Lotus-Climax    | 74     |        | + 1 Runde   | 09    | 1:56,4           |
| 06   | Tony Maggs              | Cooper-Climax   | 74     |        | + 1 Runde   | 13    | 1:56,4           |
| 07   | Masten Gregory          | Lotus-Climax    | 74     |        | + 1 Runde   | 14    | 1:57,4           |
| 08   | Trevor Taylor           | Lotus-Climax    | 74     |        | + 1 Runde   | 10    | 1:56,6           |
| 09   | Dan Gurney              | Porsche         | 73     |        | + 2 Runden  | 06    | 1:57,2           |
| 10   | Jackie Lewis            | Cooper-Climax   | 72     |        | + 3 Runden  | 15    | 2:00,2           |
| 11   | Tony Settember          | Emeryson-Climax | 71     |        | + 4 Runden  | 19    | 2:02,2           |
| 12   | Ian Burgess             | Cooper-Climax   | 71     |        | + 4 Runden  | 16    | 1:59,6           |
| 13   | Richie Ginther          | B.R.M.          | 70     |        | + 5 Runden  | 08    | 1:57,4           |
| 14   | Carel Godin de Beaufort | Porsche         | 69     |        | + 6 Runden  | 17    | 2:04,4           |
| 15   | Jay Chamberlain         | Lotus-Climax    | 64     |        | + 11 Runden | 20    | 2:07,6           |
| 16   | Innes Ireland           | Lotus-Climax    | 61     |        | + 14 Runden | 03    | 2:05,0           |
| –    | Phil Hill               | Ferrari         | 47     |        | DNF         | 12    | 1:58,4           |
| –    | Roy Salvadori           | Lola-Climax     | 35     |        | DNF         | 11    | 1:58,2           |
| –    | Jo Bonnier              | Porsche         | 27     |        | DNF         | 07    | 1:58,0           |
| –    | Wolfgang Seidel         | Lotus-B.R.M.    | 11     |        | DNF         | 21    | 2:14,0           |
| –    | Tony Shelly             | Lotus-Climax    | 6      |        | DNF         | 18    | 2:10,4           |

## WM-Stände nach dem Rennen
Die ersten sechs des Rennens bekamen 9, 6, 4, 3, 2, 1 Punkte. Es zählten nur die fünf besten Ergebnisse aus neun Rennen. In der Konstrukteurswertung zählten dabei nur die Punkte des bestplatzierten Fahrers eines Teams.

### Fahrerwertung
| Pos. | Fahrer                  | Konstrukteur  | Punkte |
| ---- | ----------------------- | ------------- | ------ |
| 01   | Graham Hill             | B.R.M.        | 19     |
| 02   | Jim Clark               | Lotus-Climax  | 18     |
| 03   | Bruce McLaren           | Cooper-Climax | 16     |
| 04   | Phil Hill               | Ferrari       | 14     |
| 05   | John Surtees            | Lola-Climax   | 13     |
| 06   | Dan Gurney              | Porsche       | 9      |
| 07   | Tony Maggs              | Cooper-Climax | 9      |
| 08   | Trevor Taylor           | Lotus-Climax  | 6      |
| 09   | Lorenzo Bandini         | Ferrari       | 4      |
| 10   | Richie Ginther          | B.R.M.        | 4      |
| 11   | Giancarlo Baghetti      | Ferrari       | 3      |
| 12   | Ricardo Rodríguez       | Ferrari       | 3      |
| 13   | Jack Brabham            | Lotus-Climax  | 3      |
| 14   | Jo Bonnier              | Porsche       | 2      |
| 15   | Carel Godin de Beaufort | Porsche       | 2      |

| Pos. | Fahrer              | Konstrukteur    | Punkte |
| ---- | ------------------- | --------------- | ------ |
| 16   | Masten Gregory      | Lotus-Climax    | 0      |
| 17   | Willy Mairesse      | Ferrari         | 0      |
| 18   | Maurice Trintignant | Lotus-Climax    | 0      |
| 19   | Lucien Bianchi      | Lotus-Climax    | 0      |
| 20   | Jo Siffert          | Lotus-Climax    | 0      |
| 21   | John Campbell-Jones | Lotus-Climax    | 0      |
| 22   | Jackie Lewis        | Cooper-Climax   | 0      |
| 23   | Tony Settember      | Emeryson-Climax | 0      |
| 24   | Ian Burgess         | Cooper-Climax   | 0      |
| 25   | Jay Chamberlain     | Lotus-Climax    | 0      |
| 26   | Innes Ireland       | Lotus-Climax    | 0      |
| –    | Roy Salvadori       | Lola-Climax     | 0      |
| –    | Wolfgang Seidel     | Emeryson-Climax | 0      |
| –    | Ben Pon             | Porsche         | 0      |
| –    | Tony Shelly         | Lola-Climax     | 0      |

### Konstrukteurswertung
| Pos. | Konstrukteur | Punkte |
| ---- | ------------ | ------ |
| 01   | Lotus        | 24     |
| 02   | B.R.M.       | 23     |
| 03   | Cooper       | 21     |
| 04   | Ferrari      | 14     |

| Pos. | Konstrukteur | Punkte |
| ---- | ------------ | ------ |
| 05   | Lola         | 13     |
| 06   | Porsche      | 12     |
| 07   | Emeryson     | 0      |